# Yves Essende-Liombi
Yves Essende-Liombi (Kinshasa, Zaire, 20 de agosto de 1968) es un exfutbolista de Zaire que jugaba en la posición de centrocampista.

## Carrera

### Club
| Periodo   | Club              |
| --------- | ----------------- |
| 1988-1992 | KV Oostende       |
| 1992-1994 | KSK Beveren       |
| 1994-1995 | RFC Lieja         |
| 1995-1996 | Olympic Charleroi |
| 1996-1997 | KSK Beveren       |
| 1997-1999 | KFC Herentals     |
| 1999-2000 | KFC Shoten SK     |

### Selección nacional
Jugó para Zaire en nueve ocasiones de 1995 a 1998 y anotó cuatro goles, uno de esos goles fue en la victoria por 2-0 sobre Liberia en Johannesburgo por la Copa Africana de Naciones 1996.

## Logros
- Segunda División de Bélgica (1): 1996/97